# پیتر هوجار
پیتر هوجار (۱۱ اکتبر ۱۹۳۴ - ۲۶ نوامبر ۱۹۸۷) یک عکاس آمریکایی بود که بیشتر به خاطر پرتره‌های سیاه و سفید معروف بود.
وی پس از مرگ به عنوان «یکی از بزرگترین عکاسان آمریکایی در اواخر قرن بیستم» و «در میان بزرگترین عکاسان آمریکایی» شناخته شده‌است.

## اوایل زندگی
هوجار در ۱۱ اکتبر ۱۹۳۴ در ترنتن، نیوجرسی به دنیا آمد. مادرش رز مورفی، پیشخدمتی بود که همسرش در دوران بارداری رهایش کرده بود. مادربزرگ و پدربزرگ اوکراینی‌اش او را در مزرعه‌یشان بزرگ کردند، محلی که او تا قبل از رفتن به مدرسه، فقط به زبان اوکراینی صحبت می‌کرد. او تا زمان مرگ مادربزرگش در سال ۱۹۴۶ در کنار مادربزرگ و پدربزرگ خود در مزرعه ماند. وی برای زندگی با مادر و همسر دوم او به نیویورک نقل مکان کرد. اما آن‌ها را خانواده ای سوءاستفاده گر یافت و در سال ۱۹۵۰، زمانی که ۱۶ سال داشت خانه را ترک کرد و شروع به زندگی مستقل نمود.

## تحصیلات
هوجار اولین دوربین خود را در سال ۱۹۴۷ دریافت کرد و در سال ۱۹۵۳ وارد دانشکده هنرهای صنعتی شد، جایی که در آن علاقه به عکاس شدن را از خود بروز داد. او خوش شانس بود که با یک معلم مشوق، دیزی آلدن شاعر برخورد کرد و به دنبال توصیه‌های او، او به یک کارآموز عکاسی تجاری تبدیل شد. به غیر از کلاسهای عکاسی در دوران دبیرستان، عکاسی و تسلط فنی هوجار در استودیوهای عکس تجاری افزایش یافت. سال۱۹۵۷، هنگامی که ۲۳ ساله بود، عکسهایی گرفت که اکنون از نظر کیفیتی در رده آثار موزه ای در نظر گرفته می‌شود. در اوایل سال ۱۹۶۷، او یکی از گروه‌های منتخب عکاسان جوان در کلاس کارشناسی ارشدی بود که ریچارد اودان و ماروین اسرائیل تدریس می‌کردند و در آنجا بود که با الکسی برودوویچ و دیان آربس آشنا شد.

## حرفه هنری
در سال ۱۹۸۵، هوجار با هنرمندی به نام جوزف رافائل به واسطه نوعی موقعیت هنری به نام فولبرایت به ایتالیا رفت. در سال ۱۹۶۳، او بورسیه فولبرایت خود را به دست آورد و به همراه هنرمند آمریکایی، پل ثک به ایتالیا بازگشت، جایی که آنها به کاوش و عکاسی از گوردخمه پالرمو پرداختند، تصاویر کلاسیکی که در سال ۱۹۷۵ در کتاب او، پرتره‌ها در زندگی و مرگ  منتشر شده‌است. در سال ۱۹۴۶، هوجار به آمریکا بازگشت و دستیار اصلی استودیوی عکاسی تجاری هارولد کریگر شد. او همچنین در همان محدوده زمانی با اندی وارهول آشنا شد، برای چهار "سه دقیقه، آزمایش‌های صفحه نمایش " مدل اندی وارهول شد و همچنین در فیلم تلفیقی " سیزده پسر زیباً نیز مشارکت داده شد.
در سال ۱۹۷۷، هوجار کار خود را در زمینه عکاسی تجاری ترک کرد و با فدا کردن موقعیت مالی خود، کار هنری اش را اولویت قرار داد و دنبال کرد. در سال ۱۹۶۹، با پارتنر خود جیم فورات فعال سیاسی، شورش‌های استون وال در وست ویلج را مشاهده گر بود. در سال ۱۹۷۳، او به ساختمان بالای تئاتر ادن در ۱۸۹ خیابان دوم نقل مکان کرد، جایی که باقی عمرش را در آنجا سپری کرد. در سال ۱۹۷۵، هوجار کتاب پرتره‌ها در زندگی و مرگ را با مقدمه ای از سوزان سانتاگ،منتشر کرد. این کتاب پس از استقبال عموم به یک مرجع در عکاسی آمریکا تبدیل شد. باقی دهه ۱۹۷۰ نیز برای هوجار دوره پرکاری بود. در اوایل سال ۱۹۸۱، هوجار با نویسنده، فیلمساز و هنرمند داوید وویناروویچ آشنا شد که پس از مدت کوتاهی به پارتنر هوجار بدل شد. وجناروویچ تبدیل به شخصیتی جدا نشدنی از زندگی هوجار و یادآوری از آن شد و هوجار در تمام مراحل ظهور هنری وویناروویچ به عنوان یک هنرمند جوان مهم و مؤثر باقی ماند.

## درگذشت
در ژانویه ۱۹۸۷، هوجار به بیماری ایدز مبتلا شد. وی ۱۰ ماه بعد در سن ۵۳ سالگی در ۲۵ نوامبر در مرکز پزشکی کبرینی در نیویورک درگذشت.